# الحقل العميق الأول لويب

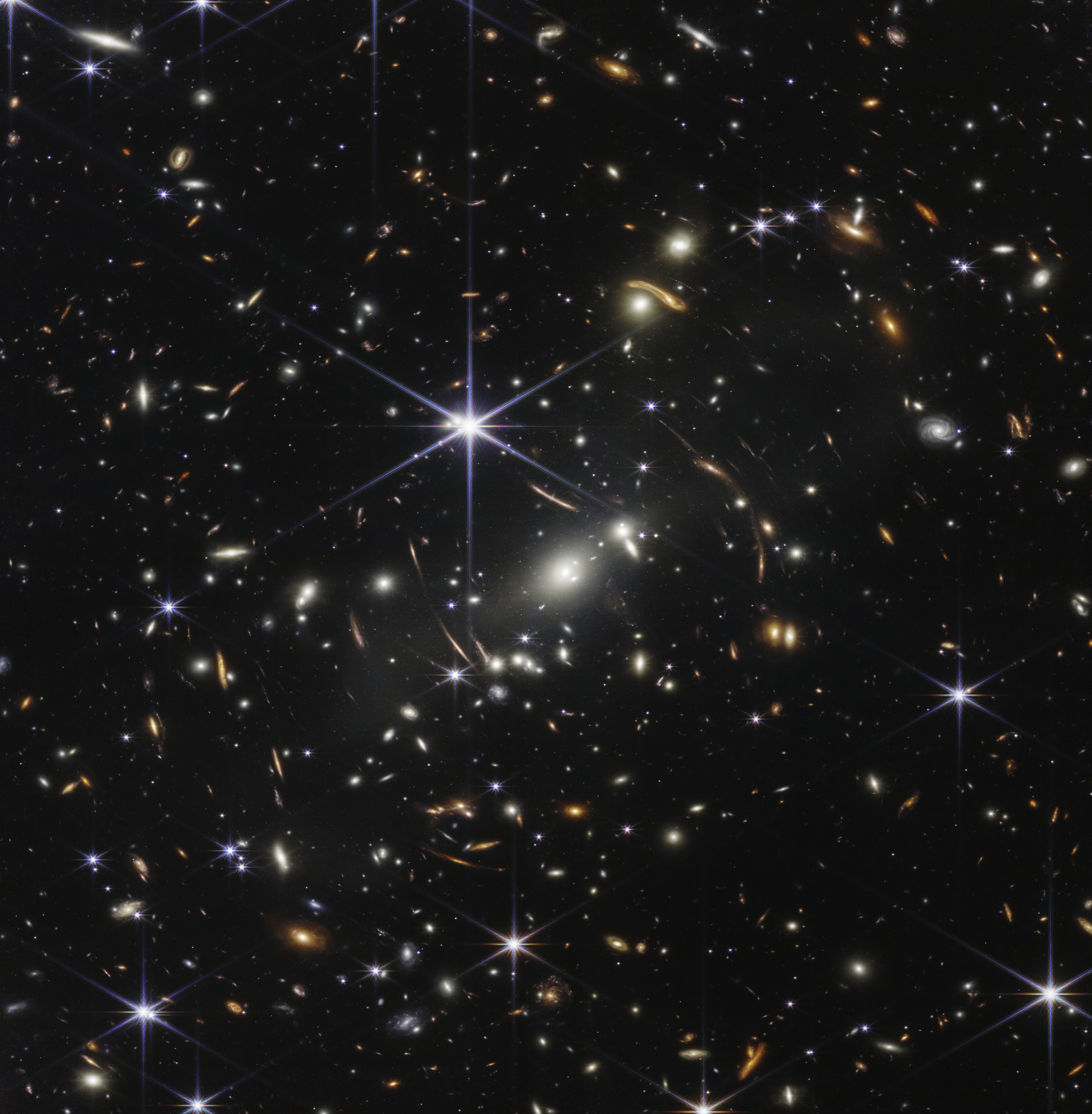
أول حقل عميق لويب .تُظهر الصورة جزءًا من السماء يبلغ حوالي 2.4 دقيقة قوسية ن ، متمركزة في مجموعة المجرات عنقود مجرات SMACS 0723. تظهر أعضاء المجموعة بيضاء في الغالب ، في حين أن المجرات الخلفية أكثر احمرارًا نظرا لزيادة بعدها.

أول حقل عميق لويب هو أول صورة تشغيلية التقطها مقراب جيمس ويب الفضائي، والتي تصور العنقود المجري SMACS 0723 كما ظهر قبل 4.6 مليار سنة. نشرت الصورة للجمهور في 11 يوليو 2022. التقطت عدة صور للمركبة بواسطة كاميرا الأشعة تحت الحمراء القريبة المجهز بها المقراب وتغطي رقعة معتمة من السماء يمكن رؤيتها من نصف الكرة الجنوبي. تـٌظهر الآلاف من المجرات في الصورة، وهي أعلى صورة التقطت للكون المبكر على الإطلاق.

## خلفية
يقوم تلسكوب جيمس ويب الفضائي (JWST) بدراسة علم فلك الأشعة تحت الحمراء. والتقطت صورة أول حقل عميق سماوي بواسطة مقراب جيمس ويب  بواسطة كاميرا ويب للأشعة تحت الحمراء القريبة والمعروفة باسم "NIRCam" - والصورة مركبة من عدة صور التقطت لأشعة ذات أطوال موجية مختلفة، بإجمالي 12.5 ساعة. التقطت صورة الحقل العميق بأطوال موجات الأشعة تحت الحمراء وراء أعمق حقول تلسكوب هابل الفضائي والتي استغرقت أسابيع. كانت المركبة الفضائية تدور حول نقطة لاغرانج الثانية أو L2، على بعد حوالي مليون ميل (حوالي 1.5 مليون كيلومتر) من الأرض منذ 24 يناير. عند نقطة لاغرانج L2 تحافظ قوى الجذب لكل من الشمس والأرض على حركة مقراب جيمس ويب الفضائي حول الشمس متزامنة مع حركة الأرض.
تعمل الكتلة المجمعة لعنقود مجرات بيننا وبين الخلفية هذه كعدسة جاذبية، حيث تقوم بتكبير المجرات البعيدة خلفها. جلبت كاميرا ويب NIRCam صورة المجرات البعيدة إلى بؤرة تركيز حادة كاشفة عن هياكل صغيرة وخافتة لم يسبق رؤيتها من قبل، بما في ذلك عناقيد نجوم والمجرات المنتشرة.
SMACS 0723 ( مطلع مستقيم/ الميل = 110.8375، −73.4391667)  عبارة عن رقعة من السماء يمكن رؤيتها من نصف الكرة الجنوبي على الأرض وغالبًا ما يزورها هابل والتلسكوبات الأخرى بحثًا عن الماضي العميق.

## النتائج العلمية
تُظهر الصورة عنقود المجرات SMACS 0723 كما ظهر قبل 4.6 مليار سنة. تغطي صورة Webb رقعة من السماء بحجم زاوي يساوي تقريبًا حبة رمل يحملها شخص ما على الأرض على مسافة ذراع. خضعت العديد من الكيانات الكونية التي صورت لانزياح أحمر ملحوظ بسبب العمر الأقصى للضوء المنبعث منها.

## الدلالة
الحقل العميق هو أقدم وأعلى صورة للكون التقطت على الإطلاق.
الحقل العميق الأول لـ Webb هو أول صورة بالألوان الكاملة من JWST، وأعلى دقة عرض بالأشعة تحت الحمراء للكون التقطت حتى الآن. تكشف الصورة عن آلاف المجرات في جزء صغير جدًا من الكون الواسع، وأظهرت رؤية ويب الحادة للأشعة تحت الحمراء القريبة هياكل باهتة في مجرات بعيدة للغاية، مما يوفر أكثر عرض تفصيلي للكون المبكر حتى الآن. ظهرت آلاف المجرات، التي تضم أضعف الأجسام التي لوحظت في الأشعة تحت الحمراء على الإطلاق، في مشهد ويب لأول مرة.
ولقد كشف عن هذا الحدث لأول مرة للجمهور خلال عرض أجري في البيت الأبيض في 11 يوليو 2022 من قبل الرئيس الأمريكي جو بايدن.

## أنظر أيضا
- تلسكوب جيمس ويب الفضائي
- قائمة الحقول العميقة
- الحقل العميق تشاندرا الجنوبي
- فجوة لوكمان